# Annona (Teksas)
Annona – miasto w Stanach Zjednoczonych, w stanie Teksas, w hrabstwie Red River.